# Ptérois ocellé
Dendrochirus biocellatus · Ptérois ocellé
Espèce
Dendrochirus biocellatus, communément nommé Ptérois ocellé, est une espèce de poissons marins de la famille des Scorpaenidae.

## Description
C'est une petite rascasse aux grandes nageoires pectorales en demi-disques horizontaux. De couleur rouge chamarrée, elle est caractérisée par sa nageoire dorsale placée très en arrière (précédée d'une rangée de rayons venimeux acérés et libres), portant deux grosses ocelles noires (les taches rondes) proches de celles des papillons (parfois une ou trois). Sa taille maximale est de 13 cm.

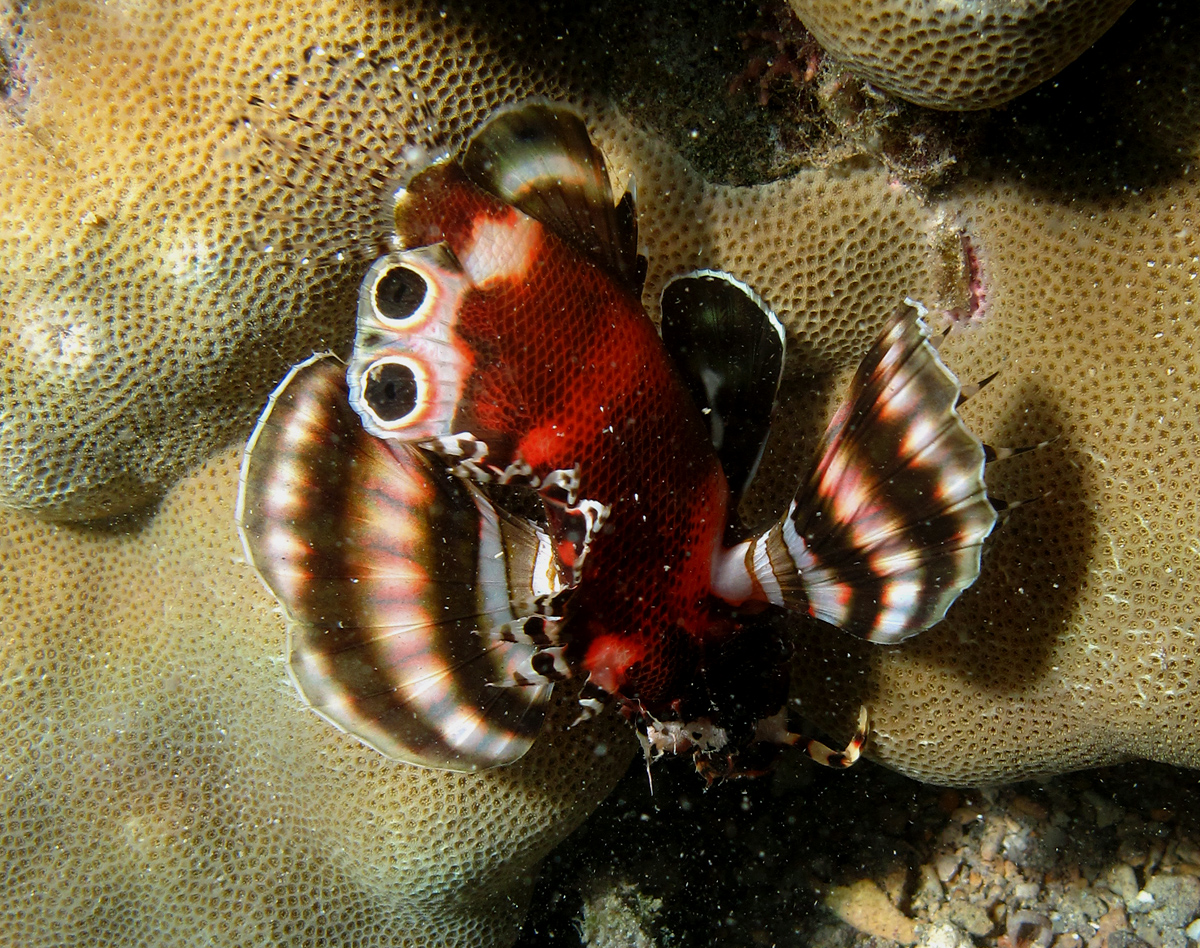
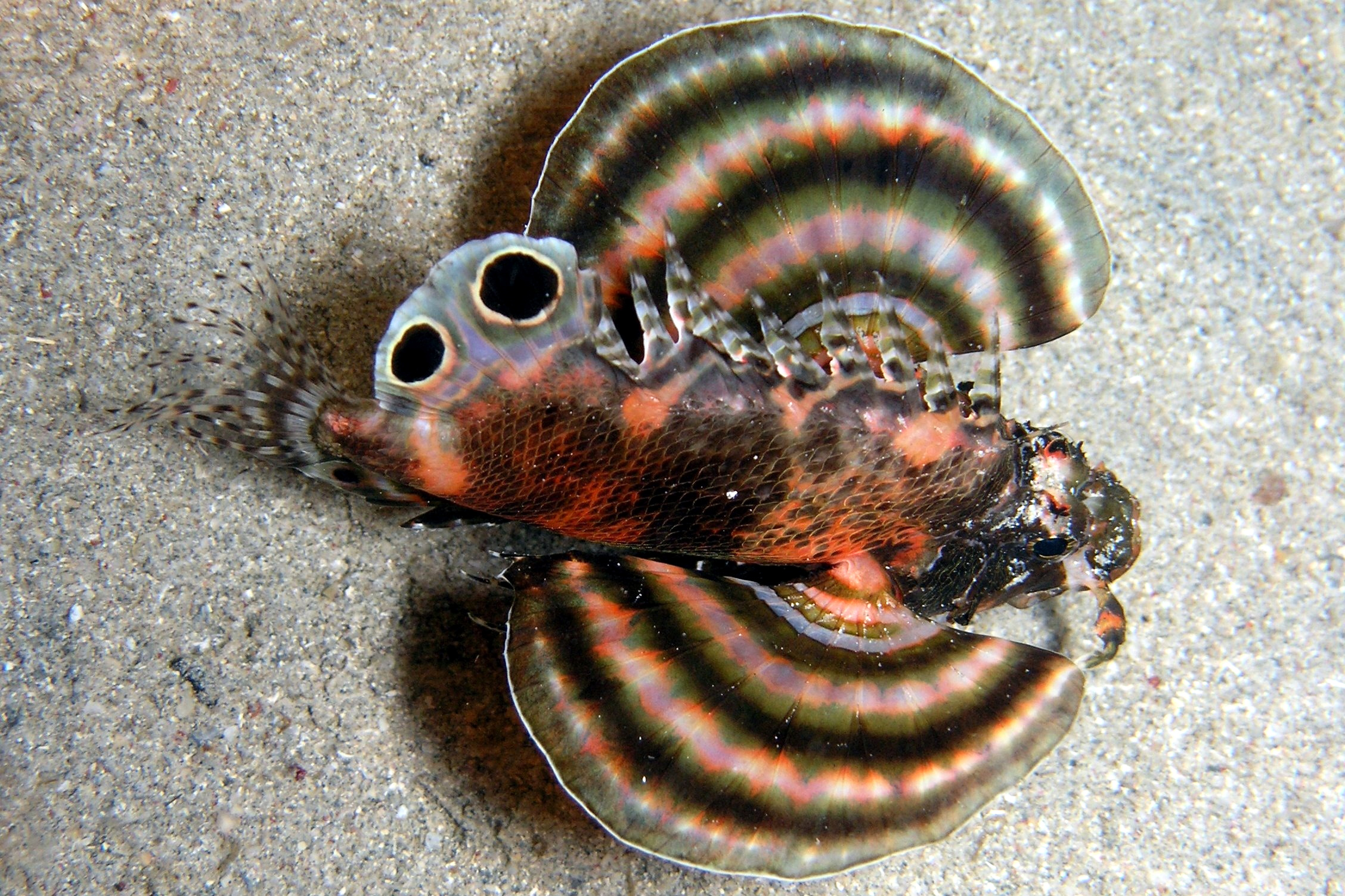
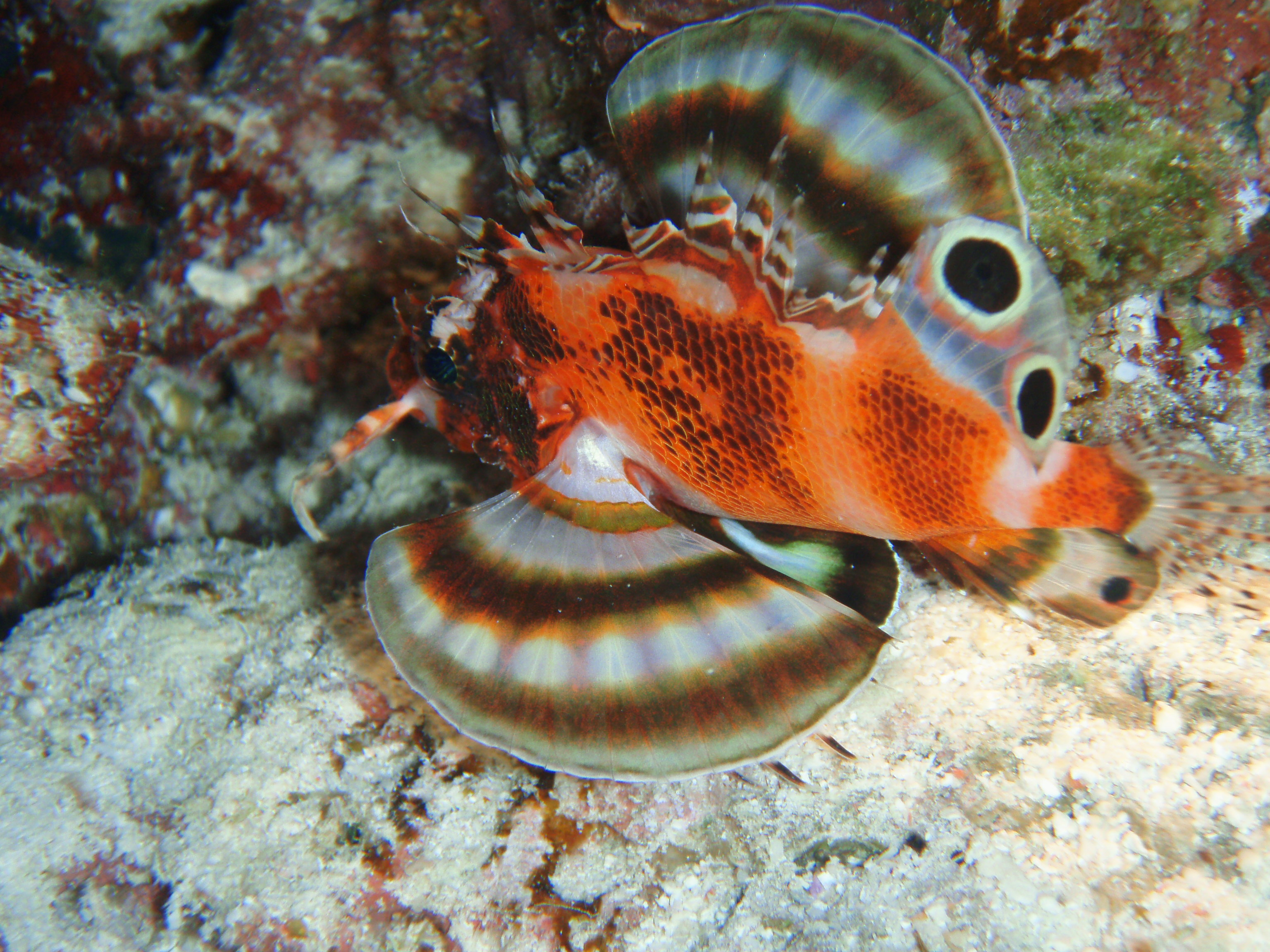

- Dendrochirus biocellatus

## Habitat et répartition
Le Ptérois ocellé est présent dans les eaux tropicales de l'Indo-Ouest Pacifique, entre la surface et 40 m de profondeur.